# Izidor Kršnjavi
Isidor Iso Kršnjavi (Feričanci kod Našica, 22. travnja 1845. – Zagreb, 3. veljače 1927.), hrvatski slikar, povjesničar umjetnosti, književnik i političar.

## Životopis
Rođen je u Feričancima, gdje je njegov otac radio na vlastelinstvu Mihailović te potom kršten u obližnjim Našicama. Pohađao je gimnaziju na plemićkom konviktu u Zagrebu i gimnaziju u Vinkovcima koju je završio 1863. godine. 
Prvu likovnu poduku dobiva u Osijeku, a potom u Beču studira povijest i povijest umjetnosti. Već u vrijeme studija piše u hrvatskim časopisima filozofsko-estetičke članke. Kao stipendist studirao je slikarstvo na akademiji u Münchenu, a potom od 1872. do 1877. boravi u Italiji studirajući i kopirajući stare majstore.
Posredovanjem Strossmayera postaje profesor povijesti umjetnosti i arheologije na zagrebačkom Sveučilištu. Već sljedeće godine daje poticaj za osnivanje Društva umjetnosti kojemu je niz godina tajnik i ideolog, a bio je prvi ravnatelj Strossmayerove galerije slika. Pod upravom Društva, u suradnji s Bolleom, osniva Obrtnu školu i Obrtni muzej (Muzej za umjetnost i obrt). Zaslužan je i za hrvatsku izložbu u Budimpešti. Postavio je i Strossmayerovu zbirku u palači Akademije znanosti i umjetnosti te je postao ravnatelj galerije.
Godine 1884. dolazi u sukob sa Strossmayerom i njegovim pristašama, te ulazi u mađaronsku Narodnu stranku putem koje je izabran za narodnog zastupnika. Od 1887. do 1891. studira pravo, postaje predstojnik Odjela za bogoštovlje u Khuenovoj vladi, a 1897. vraća se na Sveučilište. Kasnije je pristupio Čistoj stranci prava. Živo je sudjelovao u izgradnji Zagreba - njegovom su inicijativom izgrađene mnoge bolnice, knjižnice, škole i spomenici te osnovana brojna društva. Isto tako, financirao je tiskanje udžbenika i modernizirao školstvo. Svojim je člancima u zagrebačkom tisku te zahvaljujući suradnji najprije s biskupom Josipom Jurjem Strossmayerom, a potom s arhitektom Hermanom Bolléom odigrao ključnu ulogu u pojavi historicizma u hrvatskoj arhitekturi. Trajni spomenici njegovih nastojanja na polju kulturne politike su palača nekadašnjeg Odjela za bogoštovlje i nastavu u Opatičkoj 9 u Zagrebu, Školski forum na današnjem Rooseveltovom trgu te brojne škole i crkve sagrađene ili restaurirane po cijeloj Hrvatskoj.
Slikarstvom se bavio u ranoj mladosti i nakon I. svjetskog rata. Kao likovni kritičar Kršnjavi je aprioričan s jakim sklonostima prema estetiziranju, historicizmu i tradicionalnosti. Godine 1925. objavio je roman Božji vitez, a 1926. i njegov nastavak, Božji sirotan. Preveo je i Danteovu Božanstvenu komediju, a taj je prijevod i sam ilustrirao. Također je pisao i pjesme, koje su bile objavljivane u suvremenim časopisima, putopise te memoare.

## Galerija
- Poprsje Izidora Kršnjavog u Zagrebu
- Oton Iveković, Isidor Kršnjavi u Velikom Taboru

## Vanjske poveznice
- Kršnjavi, Iso Hrvatska tehnička enciklopedija, portal hrvatske tehničke baštine. LZMK